# São João del-Rei
São João del Rei – miasto we wschodniej Brazylii w stanie Minas Gerais.
Liczba mieszkańców w 2020 roku wynosiła 90 497.
W mieście rozwinął się przemysł włókienniczy, spożywczy oraz hutniczy.
W mieście mają siedzibę kluby piłkarskie Athletic Club i Figueirense EC.